# Y (Q37)
Y (Q37) byla experimentální ponorka francouzského námořnictva. Na vodu byla spuštěna roku 1905, ale do služby nebyla přijata. Roku 1909 byla vyškrtnuta. Roku 1911 byla sešrotována.

## Stavba
Ponorku navrhl francouzský inženýr Émile Bertin. Postavila ji francouzská loděnice Arsenal de Toulon v Toulonu. Na vodu byla spuštěna 24. července 1905 a dokončena byla roku 1906. Zvláštností konstrukce ponorky byl experimentální pohon s dieselovým motorem, který ji měl pohánět nad i pod hladinou (tehdy měl využívat stlačený vzduch), tedy bez pomocného elektromotoru pro plavbu pod hladinou. Ponorka nedokončila zkoušky a nebyla zařazena do služby v námořnictvu, protože u ponořené ponorky diesel nefungoval tak, jak bylo zamýšleno. Pomoci mohla plánovaná modernizace spočívající ve vybavení ponorky elektromotorem a akumulátory, ale ta byla zrušena.

## Konstrukce
Ponorka měla ocelový jednoplášťový trup. Vyzbrojena byla příďovým 450mm torpédometem se zásobou tří torpéd, dvěma 450mm torpédy umístěnými externě ve vypouštěcím zařízení typu Drzewiecki a dalším torpédem na externí lafetě. Celkem tak ponorka nesla šest torpéd. Pohoný systém tvořil jeden diesel o výkonu 250 hp, pohánějící jeden lodní šroub. Nejvyšší rychlost dosahovala devět uzlů na hladině a šest uzlu pod hladinou. Operační hloubka ponoru dosahovala třicet metrů.